# Volley-ball aux Jeux olympiques d'été de 1972
Navigation
Mexico 1968 Montréal 1976
Cette page présente les résultats des compétitions masculine et féminine de volley-ball des Jeux olympiques de Munich de 1972.

## Présentation
Il fallut attendre la troisième compétition olympique pour voir apparaître un système de matches à élimination directe. Les 12 participants masculins sont répartis en deux poules de six, et les demi-finales sont croisées entre les poules selon le schéma 1er poule A — 2e poule B et 1er poule B — 2e poule A. Des matches de classement ont également été organisés, selon le même principe de croisement, avec les équipes hors-course pour le titre.
Chez les femmes, les 8 équipes sont réparties en deux poules de quatre, et les demi-finales suivent la même logique que chez les hommes, y compris pour les matches de classement.

## Podiums
| Épreuves             | Or | Argent | Bronze |
| -------------------- | --- | --- | --- |
| Volley-ball masculin | Japon Yoshihide Fukao Kenji Kimura Masayuki Minami Jungo Morita Yūzo Nakamura Katsutoshi Nekoda Tetsuo Nishimoto Yasuhiro Noguchi Seiji Oko Tetsuo Satō Kenji Shimaoka Tadayoshi Yokota                                              | Allemagne de l'Est Horst Hagen Wolfgang Löwe Wolfgang Maibohm Jürgen Maune Horst Peter Eckehard Pietzsch Siegfried Schneider Arnold Schulz Rudi Schumann Rainer Tscharke Wolfgang Webner Wolfgang Weise | URSS Viktor Borchtch Iefim Tchoulak Viatcheslav Domani Vladimir Kondra Valeri Kravtchenko Ievhen Lapinski Vladimir Patkin Iouri Poiarkov Vladimir Poutiatov Aleksandr Saprikin Iouri Starounski Leonid Zaïko |
| Volley-ball féminin  | URSS Lioudmila Borozna Lioudmila Bouldakova Vera Galouchka-Douiounova Tatiana Gonobobleva Natalia Koudreva Galina Leontyeva Tatiana Poniaïeva-Tretiakova Inna Riskal Roza Salikhova Tatiana Sarytcheva Nina Smoleïeva Lyubov Tyurina | Japon Makiko Furukawa Keiko Hama Takako Iida Toyoko Iwahara Katsumi Matsumura Sumie Oinuma Mariko Okamoto Seiko Shimakage Michiko Shiokawa Takako Shirai Noriko Yamashita Yaeko Yamazaki                | Corée du Nord Hwang He-suk Jang Ok-rim Jong Ok-jin Kang Ok-sun Kim Zung-bok Kim Myong-suk Kim Su-dae Kim Yeun-ja Paek Myong-suk Ri Chun-ok Ryom Chun-ja                                                      |

## Compétition masculine

### Poule A
- 27 août

|                  |     |              |                       |  |
| Union soviétique | 3-0 | Tunisie      | 15-10 15-6 15-4       |  |
| Tchécoslovaquie  | 3-0 | Pologne      | 15-13 16-14 15-8      |  |
| Bulgarie         | 3-1 | Corée du Sud | 16-18 15-6 15-9 15-13 |  |

- 29 août

|                  |     |                 |                              |  |
| Pologne          | 3-0 | Tunisie         | 15-6 15-11 15-1              |  |
| Union soviétique | 3-0 | Corée du Sud    | 17-15 15-12 15-4             |  |
| Bulgarie         | 3-2 | Tchécoslovaquie | 15-11 15-11 12-15 14-16 15-9 |  |

- 31 août

|                  |     |          |                        |  |
| Tchécoslovaquie  | 3-0 | Tunisie  | 15-11 15-4 15-10       |  |
| Corée du Sud     | 3-1 | Pologne  | 15-7 13-15 15-11 15-6  |  |
| Union soviétique | 3-1 | Bulgarie | 9-15 15-10 15-11 15-10 |  |

- 2 septembre

|                  |     |                 |                             |  |
| Corée du Sud     | 3-0 | Tunisie         | 15-1 15-3 15-1              |  |
| Union soviétique | 3-0 | Tchécoslovaquie | 15-10 15-10 15-12           |  |
| Bulgarie         | 3-2 | Pologne         | 14-16 12-15 15-7 15-3 15-10 |  |

- 5 septembre

|                  |     |              |                               |  |
| Bulgarie         | 3-0 | Tunisie      | 15-10 15-5 15-7               |  |
| Tchécoslovaquie  | 3-0 | Corée du Sud | 15-11 15-5 15-13              |  |
| Union soviétique | 3-2 | Pologne      | 11-15 15-12 15-12 10-15 15-13 |  |

| Place | Équipe           | MJ | V | D | SP | SC | Pts | DS  |
| ----- | ---------------- | -- | - | - | -- | -- | --- | --- |
| 1     | Union soviétique | 5  | 5 | 0 | 15 | 3  | 10  | +12 |
| 2     | Bulgarie         | 5  | 4 | 1 | 13 | 8  | 8   | +5  |
| 3     | Tchécoslovaquie  | 5  | 3 | 2 | 11 | 6  | 6   | +5  |
| 4     | Corée du Sud     | 5  | 2 | 3 | 7  | 10 | 4   | -3  |
| 5     | Pologne          | 5  | 1 | 4 | 8  | 12 | 2   | -4  |
| 6     | Tunisie          | 5  | 0 | 5 | 0  | 15 | 0   | -15 |

### Poule B
- 28 août

|                    |     |                      |                           |  |
| Allemagne de l'Est | 3-0 | Cuba                 | 15-7 15-13 15-7           |  |
| Japon              | 3-0 | Roumanie             | 15-4 15-5 15-6            |  |
| Brésil             | 3-2 | Allemagne de l'Ouest | 15-7 15-8 17-19 6-15 15-9 |  |

- 30 août

|                    |     |                      |                       |  |
| Allemagne de l'Est | 3-1 | Brésil               | 15-5 7-15 16-14 15-10 |  |
| Japon              | 3-0 | Cuba                 | 15-10 15-9 15-5       |  |
| Roumanie           | 3-0 | Allemagne de l'Ouest | 15-9 15-1 15-8        |  |

- 1er septembre

|        |     |                      |                              |  |
| Brésil | 3-2 | Roumanie             | 18-16 11-15 15-7 11-15 15-12 |  |
| Japon  | 3-0 | Allemagne de l'Est   | 15-4 15-2 15-6               |  |
| Cuba   | 3-2 | Allemagne de l'Ouest | 15-8 15-11 10-15 12-15 15-8  |  |

- 3 septembre

|                    |     |                      |                  |  |
| Allemagne de l'Est | 3-0 | Allemagne de l'Ouest | 15-7 15-6 15-4   |  |
| Japon              | 3-0 | Brésil               | 15-7 15-13 15-11 |  |
| Roumanie           | 3-0 | Cuba                 | 15-7 17-15 15-13 |  |

- 5 septembre

|                    |     |                      |                           |  |
| Cuba               | 3-2 | Brésil               | 16-14 6-15 15-7 7-15 15-9 |  |
| Allemagne de l'Est | 3-0 | Roumanie             | 15-10 15-12 15-7          |  |
| Japon              | 3-0 | Allemagne de l'Ouest | 15-3, 15-6, 15-4          |  |

| Place | Équipe               | MJ | V | D | SP | SC | Pts | DS  |
| ----- | -------------------- | -- | - | - | -- | -- | --- | --- |
| 1     | Japon                | 5  | 5 | 0 | 15 | 0  | 10  | +15 |
| 2     | Allemagne de l'Est   | 5  | 4 | 1 | 12 | 4  | 8   | +8  |
| 3     | Roumanie             | 5  | 2 | 3 | 8  | 9  | 4   | -1  |
| 4     | Brésil               | 5  | 2 | 3 | 9  | 13 | 4   | -4  |
| 5     | Cuba                 | 5  | 2 | 3 | 6  | 13 | 4   | -7  |
| 6     | Allemagne de l'Ouest | 5  | 0 | 5 | 4  | 15 | 0   | -11 |

### Demi-finales et demies de classement
- 8 septembre — demi-finales

|                    |     |                  |                            |  |
| Japon              | 3-2 | Bulgarie         | 13-15 9-15 15-9 15-9 15-12 |  |
| Allemagne de l'Est | 3-1 | Union soviétique | 15-6 15-8 13-15 15-9       |  |

- 8 septembre — demies de classement

|                 |     |              |                 |  |
| Roumanie        | 3-0 | Corée du Sud | 15-12 15-7 15-8 |  |
| Tchécoslovaquie | 3-0 | Brésil       | 15-8 15-6 15-1  |  |

### Finales
- 9 septembre — match de classement 11-12

|                      |     |         |                      |  |
| Allemagne de l'Ouest | 3-1 | Tunisie | 15-5 14-16 15-4 15-9 |  |

- 9 septembre — match de classement 9-10

|         |     |      |                 |  |
| Pologne | 3-1 | Cuba | 15-2 15-7 15-13 |  |

- 9 septembre — match de classement 7-8

|              |     |        |                 |  |
| Corée du Sud | 3-0 | Brésil | 18-16 15-7 15-5 |  |

- 9 septembre — match de classement 5-6

|          |     |                 |                       |  |
| Roumanie | 3-1 | Tchécoslovaquie | 9-15 15-7 15-10 16-14 |  |

- 9 septembre — match de classement 3-4

|                  |     |          |                  |  |
| Union soviétique | 3-0 | Bulgarie | 15-11 15-8 15-13 |  |

- 9 septembre — finale

|       |     |                    |                        |  |
| Japon | 3-1 | Allemagne de l'Est | 11-15 15-2 15-10 15-10 |  |

### Classement final
| Place              | Équipe               |
| ------------------ | -------------------- |
| Médaille d'or      | Japon                |
| Médaille d'argent  | Allemagne de l'Est   |
| Médaille de bronze | Union soviétique     |
| 4                  | Bulgarie             |
| 5                  | Roumanie             |
| 6                  | Tchécoslovaquie      |
| 7                  | Corée du Sud         |
| 8                  | Brésil               |
| 9                  | Pologne              |
| 10                 | Cuba                 |
| 11                 | Allemagne de l'Ouest |
| 12                 | Tunisie              |

## Compétition féminine

### Poule A
- 27 août

|                  |     |                      |                      |  |
| Hongrie          | 3-0 | Allemagne de l'Ouest | 15-8 15-11 15-9      |  |
| Union soviétique | 3-1 | Corée du Sud         | 11-15 15-8 15-7 15-7 |  |

- 29 août

|                  |     |                      |                  |  |
| Corée du Sud     | 3-0 | Hongrie              | 15-7 15-13 15-11 |  |
| Union soviétique | 3-0 | Allemagne de l'Ouest | 15-5 15-7 15-9   |  |

- 31 août

|                  |     |                      |                       |  |
| Union soviétique | 3-1 | Hongrie              | 15-12 15-2 13-15 15-9 |  |
| Corée du Sud     | 3-0 | Allemagne de l'Ouest | 15-2 15-8 15-2        |  |

| Place | Équipe               | MJ | V | D | SP | SC | Pts | DS |
| ----- | -------------------- | -- | - | - | -- | -- | --- | -- |
| 1     | Union soviétique     | 3  | 3 | 0 | 9  | 2  | 6   | +7 |
| 2     | Corée du Sud         | 3  | 2 | 1 | 7  | 3  | 4   | +4 |
| 3     | Hongrie              | 3  | 1 | 2 | 4  | 6  | 2   | -2 |
| 4     | Allemagne de l'Ouest | 3  | 0 | 3 | 0  | 9  | 0   | -9 |

### Poule B
- 28 août

|               |     |                 |                |  |
| Corée du Nord | 3-0 | Cuba            | 15-1 15-8 15-3 |  |
| Japon         | 3-0 | Tchécoslovaquie | 15-1 15-7 15-9 |  |

- 30 août

|               |     |                 |                |  |
| Japon         | 3-0 | Cuba            | 15-2 15-3 15-5 |  |
| Corée du Nord | 3-0 | Tchécoslovaquie | 15-3 15-7 15-8 |  |

- 1er septembre

|       |     |                 |                        |  |
| Cuba  | 3-1 | Tchécoslovaquie | 6-15 15-12 15-10 15-13 |  |
| Japon | 3-0 | Corée du Nord   | 15-3 15-12 16-14       |  |

| Place | Équipe          | MJ | V | D | SP | SC | Pts | DS |
| ----- | --------------- | -- | - | - | -- | -- | --- | -- |
| 1     | Japon           | 3  | 3 | 0 | 9  | 0  | 6   | +9 |
| 2     | Corée du Nord   | 3  | 2 | 1 | 6  | 3  | 4   | +3 |
| 3     | Cuba            | 3  | 1 | 2 | 3  | 7  | 2   | -4 |
| 4     | Tchécoslovaquie | 3  | 0 | 3 | 1  | 9  | 0   | -8 |

### Demi-finales et demies de classement
- 2 septembre — demi-finales

|                  |     |               |                       |  |
| Japon            | 3-0 | Corée du Sud  | 15-3 15-5 15-9        |  |
| Union soviétique | 3-1 | Corée du Nord | 15-10 16-14 7-15 15-8 |  |

- 2 septembre — demies de classement

|         |     |                      |                              |  |
| Cuba    | 3-0 | Allemagne de l'Ouest | 15-11 15-13 17-15            |  |
| Hongrie | 3-2 | Tchécoslovaquie      | 15-9 13-15 11-15 15-10 15-11 |  |

### Finales
- 7 septembre — match de classement 7-8

|                 |     |           |                  |  |
| Tchécoslovaquie | 3-0 | Allemagne | 15-13 15-4 16-14 |  |

- 7 septembre — match de classement 5-6

|         |     |      |                             |  |
| Hongrie | 3-2 | Cuba | 15-9 14-16 16-14 15-5 15-11 |  |

- 7 septembre — match de classement 3-4

|               |     |              |                |  |
| Corée du Nord | 3-0 | Corée du Sud | 15-7 15-9 15-9 |  |

- 7 septembre — finale

|                  |     |       |                             |  |
| Union soviétique | 3-2 | Japon | 15-11 4-15 15-11 9-15 15-11 |  |

### Classement final
| Place              | Équipe               |
| ------------------ | -------------------- |
| Médaille d'or      | Union soviétique     |
| Médaille d'argent  | Japon                |
| Médaille de bronze | Corée du Nord        |
| 4                  | Corée du Sud         |
| 5                  | Hongrie              |
| 6                  | Cuba                 |
| 7                  | Tchécoslovaquie      |
| 8                  | Allemagne de l'Ouest |